# Aaron Taylor-Johnson
Aaron Taylor-Johnson (sinh ngày 13 tháng 6 năm 1990) là một diễn viên người Anh-Mỹ. Aaron bắt đầu diễn xuất năm lên sáu tuổi và đã xuất hiện trong các phim như Angus, Thongs and Perfect Snogging (2008) và The Illusionist (2006). Nhưng anh chỉ thực sự đột phá sau 3 vai diễn trong các phim: Kick-Ass và phần tiếp theo Kick-Ass 2; bộ phim tội phạm kinh dị Savages và bom tấn năm 2014 Godzilla và bom tấn năm 2015 Avengers: Age of Ultron.
Với màn thể hiện đầy xuất sắc của anh trong vai người lái xe tâm thần Ray Marcus trong bộ phim kinh dị Kẻ săn đêm (2016), Aaron đã giành được Giải Quả cầu vàng cho Nam diễn viên phụ xuất sắc nhất - Phim chính kịch và được đề cử cho Giải BAFTA cho Nam diễn viên phụ xuất sắc nhất.

## Tiểu sử
Johnson được sinh ra ở High Wycombe, Buckinghamshire, Anh. Là con trai trong một gia đính có bốn người, Aaron; em gái; mẹ làm nội trợ và cha là kỹ sư dân sự. Em gái của anh, Gemma, người đã xuất hiện trong bộ phim Tom & Thomas (2002) trong một vai diễn nhỏ. Johnson là người Do Thái. Anh được đào tạo tại trường Holmer Senior School vào học trường Jackie Palmer Stage ở High Wycombe giữa năm 1996 và năm 2008.

## Đời tư

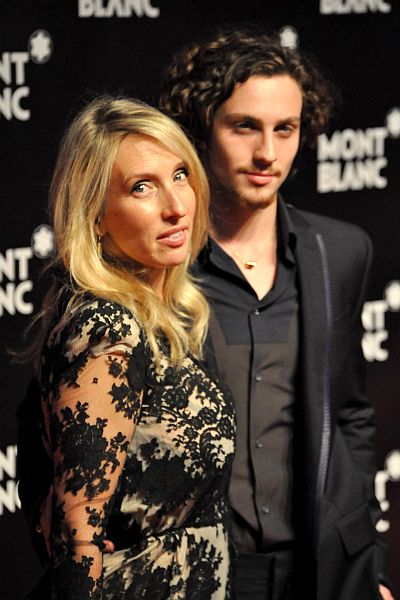
Taylor-Johnson và Sam Taylor-Wood năm 2010

Cặp đôi "vợ già chồng trẻ" gặp nhau vào năm 2009, khi Aaron mới 19 tuổi, còn Sam thì đã 42. Chỉ trong cùng năm, Aaron Johnson và đạo diễn Sam Taylor-Johnson công bố đính hôn vào tháng 10 năm 2009 và kết hôn tại Babington House, Somerset vào ngày 21 Tháng 6 năm 2012. Johnson thay đổi tên của mình từ Aaron Johnson thêm chữ Taylor (tên vợ anh) vào tên thành Aaron Taylor-Johnson và sử dụng nó như là tên thật của mình. Còn đạo diễn Sam Taylor-Wood đã thêm chữ Johnson vào tên mình thành Sam Taylor-Johnson. Họ đã có hai người con chung là Wylda Rae (2010) và Romy Hero (2012), trước đó đạo diễn Sam Taylor-Johnson cũng đã có hai người con là Angelica Jopling và Jessie Phoenix Jopling.
Aaron Taylor-Johnson và Elizabeth Olsen từng đóng chung với nhau trong 3 bộ phim là Godzilla trong vai vợ chồng, Captain America: The Winter Soldier và Avengers: Age of Ultron trong đó Aaron trong vai Quicksilver còn Elizabeth Olsen trong vai Scarlet Witch họ là anh em sinh đôi. Đạo diễn Joss Whedon đã mất cả năm trời để thuyết phục Aaron vào vai Quicksilver trong siêu phẩm Avengers: Age of Ultron. Lúc bấy giờ Aaron rất băn khoăn về vai diễn này. Nhưng rồi khi hay tin Elizabeth Olsen sẽ sắm vai Scarlet Witch, Aaron đã quyết định sẽ tham gia Avengers 2. Chuyện đau lòng là ở chỗ, một năm thời gian của đạo diễn Joss Whedo cũng chẳng bằng Elizabeth Olsen trong tâm trí Aaron.

## Sự nghiệp điện ảnh

### Phim
| Năm  | Phim                                            | Vai diễn                         | Chú thích                                                                         |
| ---- | ----------------------------------------------- | -------------------------------- | --------------------------------------------------------------------------------- |
| 2002 | Tom & Thomas                                    | Tom Sheppard / Thomas            |                                                                                   |
| 2002 | The Apocalypse                                  | Johanan                          |                                                                                   |
| 2003 | Behind Closed Doors                             | Sam Goodwin                      |                                                                                   |
| 2003 | Shanghai Knights                                | Charlie Chaplin                  |                                                                                   |
| 2004 | Dead Cool                                       | George                           |                                                                                   |
| 2006 | The Thief Lord                                  | Prosper                          |                                                                                   |
| 2006 | The Illusionist                                 | Young Eisenheim                  |                                                                                   |
| 2006 | Fast Learners                                   | Neil                             |                                                                                   |
| 2006 | The Best Man                                    | Michael (Aged 15)                |                                                                                   |
| 2007 | The Magic Door                                  | Flip                             |                                                                                   |
| 2007 | Sherlock Holmes and the Baker Street Irregulars | Finch                            | Phim truyền hình                                                                  |
| 2008 | Dummy                                           | Danny                            |                                                                                   |
| 2008 | Angus, Thongs and Perfect Snogging              | Robbie Jennings                  |                                                                                   |
| 2009 | The Greatest                                    | Bennett Brewer                   |                                                                                   |
| 2009 | Nowhere Boy                                     | John Lennon                      | Empire Award for Best Newcomer — British Independent Film Award                   |
| 2010 | Kick-Ass                                        | David "Dave" Lizewski / Kick-Ass | Empire Award for Best Actor — BAFTA Rising Star Award Diễn viên trẻ có sự đột phá |
| 2010 | Chatroom                                        | William                          |                                                                                   |
| 2011 | Albert Nobbs                                    | Joe                              |                                                                                   |
| 2012 | Savages                                         | Ben                              |                                                                                   |
| 2012 | Anna Karenina                                   | Count Vronsky                    |                                                                                   |
| 2013 | Kick-Ass 2                                      | David "Dave" Lizewski / Kick-Ass |                                                                                   |
| 2014 | Captain America 2: Chiến binh mùa đông          | Pietro Maximoff / Quicksilver    | Cảnh hậu danh đề                                                                  |
| 2014 | Quái vật Godzilla                               | Lt. Ford Brody                   |                                                                                   |
| 2015 | Avengers: Đế chế Ultron                         | Pietro Maximoff / Quicksilver    |                                                                                   |
| 2016 | Nocturnal Animals                               | Tom Ford                         |                                                                                   |
| 2021 | Kingsman: Khởi nguồn                            | Hạ sĩ Archie Reid/ Lancelot      |                                                                                   |
| 2022 | Bullet Train: Sát thủ đối đầu                   | Tangerine                        |                                                                                   |
| 2024 | Kraven: Thợ săn thủ lĩnh                        | Kraven the Hunter                |                                                                                   |
| 2024 | Ma cà rồng Nosferatu                            | Friedrich Harding                |                                                                                   |

### Phim truyền hình
| Năm  | Phim                 | Vai diễn            | Chú thích          |
| ---- | -------------------- | ------------------- | ------------------ |
| 2001 | Armadillo            | Young Lorimer Black |                    |
| 2003 | The Bill             | Zac Clough          | Tập: "162"         |
| 2004 | Family Business      | Paul Sullivan       | Tập 1              |
| 2004 | Feather Boy          | Niker               | Tập 3              |
| 2006 | I Shouldn't Be Alive | Mark                | Tập 4              |
| 2006 | Casualty             | Joey Byrne          | Tập: "Silent Ties" |
| 2007 | Talk to Me           | Aaron               | Tập 4              |
| 2007 | Coming Up            | Eoin                | Tập: "99,100"      |
| 2007 | Nearly Famous        | Owen Stephens       | Tập 6              |
| 2014 | Family Guy           | Jaidan (voice)      | Tập: Chap Stewie   |

## Giải thưởng và đề cử
| Năm  | Giải thưởng                                    | Hạng mục                                              | Đề cử         | Kết quả   |
| ---- | ---------------------------------------------- | ----------------------------------------------------- | ------------- | --------- |
| 2009 | British Independent Film Awards                | Diễn viên xuất sắc                                    | Nowhere Boy   | Đề cử     |
| 2010 | Empire Award                                   | Best Newcomer                                         | Nowhere Boy   | Đoạt giải |
| 2010 | Glamour Awards                                 | Diễn viên nam của năm                                 |               | Đoạt giải |
| 2010 | Scream Awards                                  | Diễn viên xuất sắc                                    | Kick-Ass      | Đề cử     |
| 2010 | Scream Awards                                  | Vai diễn anh hùng tốt nhất                            | Kick-Ass      | Đề cử     |
| 2010 | Scream Awards                                  | Diễn viên nam có sự đột phá nhất                      | Kick-Ass      | Đề cử     |
| 2010 | Teen Choice Awards                             | Diễn viên nam có sự đột phá nhất                      | Kick-Ass      | Đề cử     |
| 2011 | Empire Award                                   | Diễn viên xuất sắc                                    | Kick-Ass      | Đề cử     |
| 2011 | BAFTA Award                                    | Rising Star Award                                     | Kick-Ass      | Đề cử     |
| 2012 | Alliance of Women Film Journalists             | Diễn viên cảnh khỏa thân, tình dục tốt nhất           | Anna Karenina | Đề cử     |
| 2016 | 21st San Diego Film Critics Society Awards     | Nam diễn viên phụ xuất sắc nhất                       | Kẻ săn đêm    | Đề cử     |
| 2017 | Golden Globe Awards lần thứ 74                 | Nam diễn viên phụ xuất sắc nhất - Điện ảnh Chính kịch | Kẻ săn đêm    | Đoạt giải |
| 2017 | 32nd Santa Barbara International Film Festival | Virtuoso Award                                        | Kẻ săn đêm    | Đoạt giải |
| 2017 | British Academy Film Awards lần thứ 70         | Nam diễn viên phụ xuất sắc nhất                       | Kẻ săn đêm    | Đề cử     |
| 2022 | Locarno Film Festival lần thứ 75               | Excellence Award Davide Campari                       | Himself       | Đoạt giải |